# Viktor Zubkov (basket-ball)
Pour les articles homonymes, voir Zoubkov et Viktor Zoubkov (homonymie).
 (octobre 2016).
Si vous disposez d'ouvrages ou d'articles de référence ou si vous connaissez des sites web de qualité traitant du thème abordé ici, merci de compléter l'article en donnant les références utiles à sa vérifiabilité et en les liant à la section « Notes et références ».
Viktor Alekseïevitch Zoubkov (en russe : Виктор Алексеевич Зубков), né le 24 avril 1937 à Rostov (URSS) et mort le 16 octobre 2016, est un joueur de basket-ball soviétique jouant au poste de pivot. Il mesure 2,04 m.

## Biographie
Victor Zoubkov évoluait dans le club du CSKA Moscou avec qui il remporte huit titres de champion d'URSS, de 1959 à 1966 et deux Coupes d'Europe des clubs champions (en 1961 et 1963).
Il est international soviétique de 1956 à 1963. Il gagne deux médailles d'argent aux Jeux olympiques en 1956 et 1960, ainsi qu'une médaille de bronze au championnat du monde 1963. Zoubkov obtient également trois titres de champions d'Europe en 1957, 1959 et 1961. Il est élu meilleur joueur du championnat d'Europe en 1959.
Zoubkov arrête sa carrière de joueur en 1966 et est devenu instructeur et responsable dans l'académie militaire nommée Valerian Kouïbychev. Il est diplômé de la faculté des entraineurs de l'Université d’État de l'éducation physique, du sport, de la jeunesse et du tourisme de Russie en 1968. Il fut également sélectionneur de l'équipe nationale du Mozambique.